# Justin (Texas)
Justin es una ciudad ubicada en el condado de Denton en el estado estadounidense de Texas. En el Censo de 2010 tenía una población de 3.246 habitantes y una densidad poblacional de 527,26 personas por km².

## Geografía
Justin se encuentra ubicada en las coordenadas 33°5′12″N 97°18′1″O / 33.08667, -97.30028. Según la Oficina del Censo de los Estados Unidos, Justin tiene una superficie total de 6.16 km², de la cual 6.15 km² corresponden a tierra firme y (0.08%) 0.01 km² es agua.

## Demografía
Según el censo de 2010, había 3.246 personas residiendo en Justin. La densidad de población era de 527,26 hab./km². De los 3.246 habitantes, Justin estaba compuesto por el 92.11% blancos, el 1.51% eran afroamericanos, el 0.46% eran amerindios, el 1.05% eran asiáticos, el 0.12% eran isleños del Pacífico, el 3.23% eran de otras razas y el 1.51% pertenecían a dos o más razas. Del total de la población el 10.1% eran hispanos o latinos de cualquier raza.